# Niolu
Niolu és una regió de Còrsega situada al centre nord-oest de l'illa, a l'est de Corte. Està formada pels municipis de Corscia, Calacuccia, Albertacce (E Lubertacce), Lozzi i Casamaccioli.

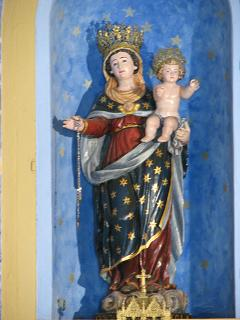
La Santa de Niolu.

En el pla geogràfic, el Niolu correspon a la conca superior del Golo; es presenta sota la forma d'una corba força pronunciada on els marges són constituïts per les muntanyes més altes de Còrsega: Monte Cinto (2710 m), Paglia Orba (2525 m) i Capu Tafunatu (2343 m).
En el terreny administradiu, actualment forma part del cantó de Niolu-Omessa, del que n'havia estat autònom. Abans de la Revolució Francesa, havia estat un pieve important.
El Niolu és una regió especialitzada en la fabricació de formatges Niolu o Niolo. També s'hi produeix una important xarcuteria a base de porcs criats en llibertat (Prisuttu, Coppa, Lonzu, Figatelli).
També és el lloc del més gran pelegrinatge religiós de Còrsega, el 8 de setembre, on se celebra la Santa di Niolu (Fira de Niolu), a la vila de Casamaccioli.

## Història
- Després de la mort de Sampiero Corso, mort en combat el 17 de gener de 1567 entre Cauro i Eccica-Suarella, el Niolu es va sotmetre a la República de Gènova el 1569.